# 小行星6630
小行星6630（英語：6630 Skepticus）是一颗围绕太阳公转的小行星。1982年11月15日，愛德華·鮑威爾在可可尼诺县发现了此天体。
这颗小行星的绝对星等为273.40837等。